# Warken, Luxemburg
Warken är en ort i Luxemburg.   Den ligger i distriktet Diekirch, i den centrala delen av landet, 27 kilometer norr om huvudstaden Luxemburg. Warken ligger 208 meter över havet och antalet invånare är 1 188.
Terrängen runt Warken är platt åt sydost, men åt nordväst är den kuperad. Warken ligger nere i en dal.  Närmaste större samhälle är Ettelbruck, 1,0 kilometer sydost om Warken. 
I omgivningarna runt Warken växer i huvudsak blandskog. Runt Warken är det tätbefolkat, med 286 invånare per kvadratkilometer.